# Brandenburg-Liga
De Brandenburg-Liga is een Duitse voetbalcompetitie voor teams uit deelstaat Brandenburg. Het is de hoogste amateurdivisie van de voetbalbond van de deelstaat Brandenburg en
samen met andere liga's op dit niveau terug te vinden op het 6e niveau van het Duitse voetbalsysteem.
De Brandenburg-Liga werd in 1990 als Landesliga opgericht. Met ingang van het seizoen 1993/1994 werd de naam veranderd in Verbandsliga, sinds 2007/2008 is het weer Brandenburg-Liga. De kampioen promoveert direct naar de Oberliga NOFV-Nord.

## Kampioenen van de Verbandsliga Brandenburg sinds 1990/91
| - 1990/91 FSV PCK Schwedt - 1991/92 FSV Optik Rathenow - 1992/93 Schwarz-Rot Neustadt/Dosse - 1993/94 SV Motor Eberswalde - 1994/95 SG Bornim - 1995/96 SV Babelsberg 03 - 1996/97 FFC Viktoria 91 - 1997/98 Energie Cottbus/Amateure - 1998/99 Brandenburger SC Süd 05 - 1999/00 Schwarz-Rot Neustadt/Dosse - 2000/01 MSV Neuruppin - 2001/02 Oranienburger FC Eintracht - 2002/03 FFC Viktoria 91 - 2003/04 Ludwigsfelder FC | - 2004/05 SV Falkensee-Finkenkrug - 2005/06 SV Germania 90 Schöneiche - 2006/07 FSV Optik Rathenow - 2007/08 SV Falkensee-Finkenkrug - 2008/09 FSV 63 Luckenwalde - 2009/10 SV Altlüdersdorf - 2010/11 FSV Union Fürstenwalde - 2011/12 SG Blau-Gelb Laubsdorf - 2012/13 FC Strausberg - 2013/14 SV Germania 90 Schöneiche - 2014/15 1. FC Frankfurt - 2015/16 SV Grün-Weiß Brieselang - 2016/17 VfB 1921 Krieschow - 2017/18 Ludwigsfelder FC | - 2018/19 SV Victoria Seelow - 2019/20 RSV Eintracht 1949 - 2020/21 MSV 1919 Neuruppin - 2021/22 1. FC Frankfurt - 2022/23 TuS 1896 Sachsenhausen - 2023/24 SV 1908 Grün-Weiss Ahrensfelde - 2024/25 SG Union Klosterfelde |

SV Altlüdersdorf ·
Fortuna Babelsberg ·
TSG Einheit Bernau ·
BSC Süd 05 · 
1. FC Frankfurt ·
FSV Union Fürstenwalde ·
SV Grün-Weiß Lübben ·
SC Eintracht Miersdorf/Zeuthen ·
MSV 1919 Neuruppin ·
Oranienburger FC Eintracht 1901 ·
SV Blau-Weiß Petershagen-Eggersdorf ·
BSC Preußen 07 ·
TuS 1896 Sachsenhausen ·
SV Germania 90 Schöneiche ·
BSG Stahl Brandenburg ·
Werderaner FC Viktoria 1920 ·
Baden ·
Bayern ·
Berlin ·
Bremen ·
Brandenburg ·
Hamburg ·
Verbandsliga Hessen ·
Mecklenburg-Vorpommern ·
Niederrhein ·
Niedersachsen ·
Mittelrhein ·
Rheinlandliga ·
Saarlandliga ·
Sachsen ·
Sachsen-Anhalt ·
Schleswig-Holstein ·
Südwest ·
Südbaden ·
Thüringen ·
Westfalen ·
Württemberg